# Tropidophorus boehmei
Tropidophorus boehmei là một loài thằn lằn trong họ Scincidae. Loài này được Nguyen, Nguyen, Schmitz, Orlov & Ziegler mô tả khoa học đầu tiên năm 2010.